# Mühlenteich

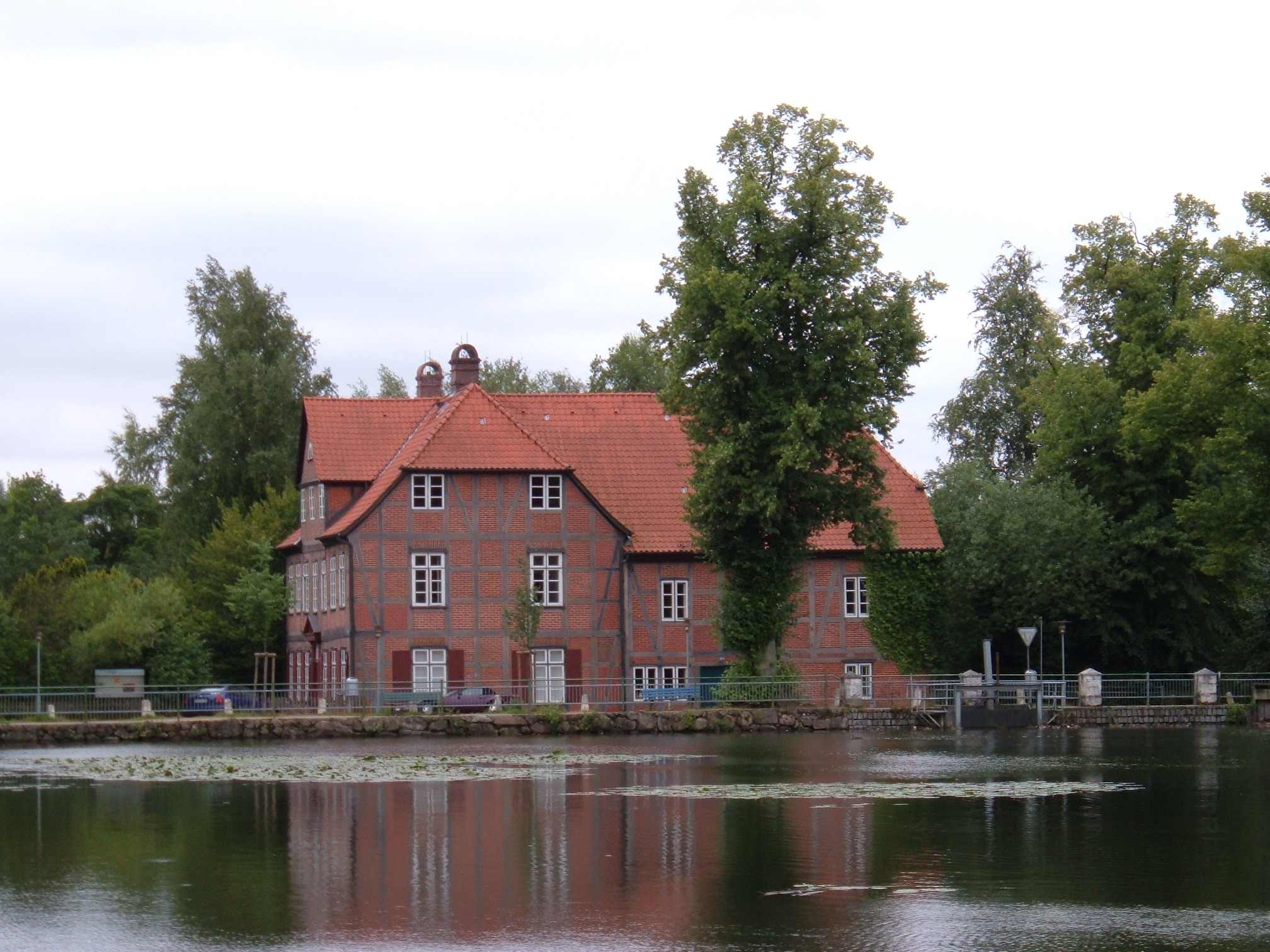
Mühlenteich vor einer Wassermühle

Ein Mühlenteich (auch Mühlteich oder Mühlenweiher) ist ein Stillgewässer, das als Wasserspeicher für den Betrieb einer Wassermühle dient.
Ein solcher Mühlenteich ist meist eine künstlich angelegte Anstauung (Stausee) eines kleinen Fließgewässers (z. B. eines Baches oder Kanals), von dem eine Ableitung (Mühlengraben, oder Mühlkanal, Leitgraben) das Wasser zum Wasserrad führt. Zweck war es, den anfänglichen Anfahrwiderstand der Mühle zu überwinden, wenn das die Mühle antreibende Gewässer nicht genug Leistung dafür erbringen konnte, diese für den kontinuierlichen Mahl- oder Hämmerbetrieb jedoch reichte.
Viele derartige Seen, die in der Vergangenheit als Mühlenteiche dienten, tragen den Namen „Mühlenteich“, wie zum Beispiel in Varel, Stolzenau, Floßdorf, Lübeck, Reinbek oder Wedel. Auch die Alster in Hamburg wurde im Mittelalter zum Betrieb einer Wassermühle angestaut.